# Verzweigung Blegi
De Verzweigung Blegi is een knooppunt in Zwitserland. Op dit knooppunt bij de gemeente Cham sluit de A14 aan op de A4.

## Configuratie
Het knooppunt is een half-sterknooppunt.

## Bijzonderheid
De A14 kent bij dit knooppunt een totso.